# Jaan Talts
Jaan Talts, född 19 maj 1944 i Massiaru i Pärnumaa i Estland, är en estnisk före detta tyngdlyftare som tävlade för Sovjetunionen. Han vann en guldmedalj i tungvikt vid olympiska sommarspelen 1972 i München och en silvermedalj i mellantungvikt 1968 i Mexico City. Talts satte 39 världsrekord mellan 1966 och 1972.
Talts tävlade friidrott under sina ungdomsår och började med tyngdlyftning under studietiden i Tihemetsa. 1967 blev han den förste mellantungviktaren i världen att lyfta över 500 kg på tävling och han utsågs till årets sovjetiske idrottare. 1968 tog Talts silvermedaljer vid EM, VM och OS.
Efter olympiska sommarspelen 1968 började Talts tävla i tungviktsklassen, han tog en silvermedalj vid VM 1969 och guld vid VM 1970. Vid olympiska sommarspelen 1972 i München tog han guld och satte olympiskt rekord med 580 kg totalt.
Sedan karriären som idrottare tagit slut arbetade Talts som tyngdlyftningstränare i Estland och sedan 2007 är han huvudtränare för det estniska landslaget. Talts blev 1989 medlem i Estlands olympiska kommitté och sedan 2005 är han vice ordförande för dess elitidrottsråd. Han blev invald i det internationella tyngdlyftningsförbundets Hall of Fame 1998.